# Archidiecezja Tunisu
Archidiecezja Tunis (łac.: Archidioecesis Tunetanus) – rzymskokatolicka archidiecezja w Tunisie Tunezja.
Siedziba biskupa znajduje się w katedrze św. Wincentego à Paulo w Tunisie.
Podlega bezpośrednio pod Stolicę Apostolską.
Swoim zasięgiem obejmuje państwo Tunezja.

## Historia
- 31 maja 1995 – utworzenie diecezji Tunis
- 22 maja 2010 – podniesienie diecezji do rangi archidiecezji

## Biskupi
- Ilario Antoniazzi (2013-2024)
- Nicolas Lhernould (od 2024)

## Główne świątynie
- Katedra św. Wincentego à Paulo w Tunisie